# Introducing Sparks
Introducing Sparks är ett musikalbum av Sparks som lanserades 1977. Det var deras sjunde studioalbum. Skivan blev liksom sin föregångare Big Beat ingen kommersiell framgång och nådde inte listplacering i Storbritannien eller USA. Inte heller kritikerna var imponerade. Musikkritikern Robert Christgau gav dock skivan en någorlunda positiv recension 1977. Efter att skivan lanserats blev den dessutom svår att få tag på då det var den enda skivan i Sparks diskografi där CBS Records var rättighetsinnehavare. Eftersom skivan ursprungligen mötts av så svalt intresse dröjde det till 2007 innan en officiell nyutgåva på CD kom.

## Låtlista
(alla låtar komponerade av Ron och Russell Mael)
1. "A Big Surprise" - 3:42
2. "Occupation" - 5:17
3. "Ladies" - 3:06
4. "I'm Not" - 3:26
5. "Forever Young" - 3:27
6. "Goofing Off" - 4:26
7. "Girls on the Brain" - 3:41
8. "Over the Summer" - 3:50
9. "Those Mysteries" - 5:03

## Listplaceringar
- Topplistan, Sverige: #41[2]